# Our Ladies
Pour plus de détails, voir Fiche technique et Distribution.
Our Ladies est un film britannique réalisé par Michael Caton-Jones, sorti en 2019.

## Fiche technique
- Titre : Our Ladies
- Réalisation : Michael Caton-Jones
- Scénario : Michael Caton-Jones et Alan Sharp d'après le roman d'Alan Warner
- Photographie : Denis Crossan (en)
- Pays d'origine : Royaume-Uni
- Genre : comédie dramatique
- Date de sortie : 2019

## Distribution
- Tallulah Greive (en) : Orla
- Abigail Lawrie (en) : Finnoula
- Rona Morison : Chell
- Marli Siu : Kylah
- Sally Messham : Manda
- Eve Austin : Kay
- Kate Dickie : Sœur Condron
- Jay Newton : Malkie Murphy
- Megan Shandley : Catriona
- Myra McFadyen : Elsie
- Bethany Tennick : Bridget
- Stuart Martin : Terry Mooney
- David Hasselhoff : Lui-même
- David Hayman (non crédité)